# 第三次マーフリーズバラの戦い
第三次マーフリーズバラの戦い（だいさんじマーフリーズバラのたたかい、英:Third Battle of Murfreesboro）は、南北戦争のフランクリン・ナッシュビル方面作戦の一部としてテネシー州ラザフォード郡で、1864年12月5日から7日に行われた戦闘である。

## 背景
ウィリアム・シャーマン少将の北軍をジョージア州から出て行かせるための最後の絶望的な試みとして、南軍ジョン・ベル・フッド将軍のテネシー軍は1864年11月に北のナッシュビルに向かった。第二次フランクリンの戦いで恐ろしいまでの損失を蒙ったが、ナッシュビルへの進軍は続けた。ナッシュビルへの作戦の中で、ナッシュビル・チャタヌーガ・アンド・セントルイス鉄道の破壊とマーフリーズバラの北軍補給所の崩壊が自軍に役立つと決断した。12月4日にネイサン・ベッドフォード・フォレストにその2個騎兵師団とウィリアム・B・ベイト少将の歩兵師団を付けてマーフリーズバラへ遠征させた。

## 戦闘
12月2日、フッドはベイトにマーフリーズバラとナッシュビルの間の鉄道と小要塞を破壊し、その後の作戦のためにフォレストと合流するよう命じた。12月4日、ベイトの師団はオバーオールクリークを跨ぐ鉄道を守る第7小要塞を攻撃したが、北軍が撃退した。12月5日の朝、フォレストはマーフリーズバラに向かって出発し、その部隊を分けて、1隊はラヴェルニュの丘の上の砦を攻撃し、もう1隊はやはりラヴェルニュの第4小要塞の奪取に向かわせた。どちらの場所もフォレストの降伏要求に対して、北軍の守備隊が応じた。ラヴェルニュでフォレストはベイトの師団と落ち合い、2本の道路に沿ってマーフリーズバラに進軍し、ローズクランズ要塞の中に北軍を追い返して、その夜は市の郊外に宿営した。翌12月6日の朝、フォレストはベイトの師団に「敵の工作物に掛かる」よう命じた。戦闘が数時間続いたが、北軍は発砲を止め、その日の残り、両軍は互いを睨み合ったままとなった。その夜にクラウディウス・W・シアーズとジョセフ・B・パーマー両准将の歩兵旅団がフォレスト軍に合流し、勢力が膨れ上がった。
12月7日の朝、マーフリーズバラの全軍を指揮するラベル・ルソー少将がロバート・H・ミルロイ准将の下に2個旅団を付けてセイラムパイクに敵の探索に送り出した。この部隊はホレイショ・P・ヴァンクレーヴ准将とヴラジミエシュ・クルチザノーフスキー大佐の古参士官に率いられ南軍と出会って戦闘が続いた。ある時点でフォレストの部隊のいくらかが崩れて南軍の戦列に乱れを生じさせた。フォレストとベイトの懇願でもこれら部隊の壊走を止められなかった。フォレストの残り部隊は戦場から秩序だって退却しその夜はマーフリーズバラ郊外で露営した。フォレストは鉄道の軌道、小要塞および幾らかの家屋を破壊し、概ね北軍のこの地域での作戦行動を混乱させたが、それ以上のことはできなかった。マーフリーズバラの襲撃は小さな刺激だった。

## 対戦した戦力

### 北軍
テネシー地区軍 - ラベル・H・ルソー少将
- ナッシュビル・アンド・チャタヌーガ鉄道守備隊 - ロバート・H・ミルロイ准将
  - 第1旅団 - ホレイショ・P・ヴァンクリーヴ准将
  - 第3旅団 - ヴラジミエシュ・クルチザノーフスキー大佐
- 第4師団（第20軍団） - ラベル・H・ルソー少将
  - 第1旅団 - ウィリアム・P・ライアン大佐
  - 第2旅団 - エドウィン・C・メイソン大佐

### 南軍
騎兵軍団 - ネイサン・ベッドフォード・フォレスト少将
- ビュフォード師団 - エイブラハム・ビュフォード准将
  - ベル旅団 - タイリー・ベル大佐
  - クロスランド旅団 - エドワード・クロスランド大佐
- ジャクソン師団 - ウィリアム・ヒックス・ジャクソン准将
  - アームストロング旅団 - フランク・C・アームストロング准将
  - ロス旅団 - ローレンス・S・ロス准将

従属歩兵隊

- ベイト師団（チーザム軍団 - ウィリアム・B・ベイト少将
  - タイラー旅団 - トマス・B・スミス准将
  - フィンリー旅団 - ジェイコブ・A・ラッシュ少佐
  - ジャクソン旅団 - ヘンリー・R・ジャクソン准将
- スティーブンソン師団
  - ブラウントレイノルズの旅団 - ジョセフ・B・パーマー准将
- フレンチ師団
  - シアーズ旅団 - クラウディウス・ウィスター・シアーズ准将